# Manfred Osten
Manfred Osten (ur. 19 stycznia 1938 w Ludwigslust) – niemiecki dyplomata, prawnik, historyk kultury i eseista.

## Życiorys
W latach 1959–1964 studiował prawo, filozofię, muzykologię i literaturoznawstwo na Uniwersytecie w Hamburgu i Monachium, jak również prawo międzynarodowe na Uniwersytecie Luksemburskim. W 1969 roku obronił doktorat poświęcony koncepcjom prawnonaturalnym we wczesnych pismach Friedricha Wilhelma Josepha von Schellinga.
W późniejszych latach pracował jako dyplomata w niemieckich placówkach we Francji, Kamerunie, Czadzie, Australii, Japonii i na Węgrzech. Pracował także w Urzędzie Prasy Auswärtiges Amt. W latach 1981–1983 współpracował z Melbourne Symphony Orchestra oraz Victoria State Opera w Melbourne jako muzyk orkiestrowy altówka (tutti). Pełni funkcję honorowego przewodniczącego Towarzystwa Schumannhaus Bonn, sprawującego pieczę nad biblioteką muzyczną domu, w którym zmarł Robert Schumann, oraz przewodniczącego Towarzystwa Przyjaciół Beethoven-Orchester Bonn.
W latach 1995–2004 pełnił funkcję sekretarza generalnego Fundacji im. Aleksandra von Humboldta. Jest autorem kilku książek poetyckich, z których tom „Drzewo podróżujących”, opatrzony ilustracjami wybitnego grafika Horsta Janssena, ukazał się w roku 1997 w polskim tłumaczeniu. Osten jest także eseistą i krytykiem literackim, piszącym dla Die Zeit, Die Welt oraz Neue Zürcher Zeitung. Zajmuje się głównie twórczością Goethego i Humboldta, zaś z literatury obcej, prozą i poezją japońską, o której napisał tom esejów „Erotyka brzoskwini” (1996). W latach 90., jako profesor wizytujący, prowadził wykłady poświęcone twórczości Goethego na Uniwersytecie w Grazu oraz Uniwersytecie w Peczu.
Odznaczony Orderem Wschodzącego Słońca (1993) oraz Orderem Zasługi Republiki Federalnej Niemiec (2008). Doktor honoris causa uczelni węgierskich, rumuńskich i bułgarskich. Laureat Medalu Zasługi Uniwersytetu Tacna w Peru (1998), Srebrnego Medalu Uniwersytetu Karola w Pradze (1998) oraz Medalu Zasługi Słowackiej Akademii Nauk (1998). Członek rzeczywisty Akademii Nauk i Literatury w Moguncji (2001) oraz Europejskiej Akademii Nauk i Sztuk w Salzburgu (2010).